# قراز أزرق المنقار
 قراز أزرق المنقار (الاسم العلمي:Crax alberti) هو نوع من الطيور يتبع جنس القراز من فصيلة القرازية.